# Santiago Segura
Santiago Segura Silva (Madrid, 17. srpnja 1965.), španjolski filmski glumac, scenarist, producent i redatelj. Poznat je po ulogama u filmovima Alexa de la Iglesije (Dan zvijeri (1995.), Umrijeti od smijeha (1999.) i filmskom serijalu Torrente koji je sam režirao, za koji je napisao scenarij i u kojem je odigrao glavnu ulogu.

## Životopis
Santiago Segura rodio se je 1965. godine u predgrađu Madrida. Nakon studija umjetnosti na Universidad Complutense de Madrid odlučio se baviti filmom. 
Prvi kratkometražni film Relatos de la medianoche (1989.) napravio je s proračunom od 6000 pezeta (oko 50 €).  Uslijedili su Eduardo (1990.), Evilio (1992.), El cobrador del gas sólo llama una vez (1992.) i Perturbado (1993.).  Sa svojim kratkometražnim filmovima sudjeluje na mnogim filmskim festivalima gdje upoznaje redatelja Alexa de la Iglesiju koji mu nudi manju ulogu u filmu Mutantska akcija (1993.). Dvije godine poslije, u filmu istog redatelja Dan zvijeri (1995.), ostvaruje ulogu koja ga je učinila popularnim u Španjolskoj i s kojom osvaja nagradu Goya za najboljeg mladog glumca.
Zvjezdanu slavu dostiže filmom Torrente – glupa ruka pravde (1998.), crnohumornom akcijskom komedijom o bivšem madridskom policajcu prekomjerne težine. Film je imao skoro 3 milijuna gledatelja u Španjolskoj, a Segura s njim osvaja nagradu Goyu za najboljeg redatelja debitanta. Nakon prvog dijela uslijedili su Torrente 2: Misija u Marbelli (2001.), Torrente 3: Zaštitnik (2005.) i Torrente 4: Iza rešetaka (2011). Filmski serijal Torrente sa svoja četiri nastavka najuspješniji je komercijalni proizvod španjolskog filma.

## Filmografija
| Godina | Film                                      | Naslov originala                       | Komentar             |
| ------ | ----------------------------------------- | -------------------------------------- | -------------------- |
| 1989.  |                                           | Relatos de la medianoche               | kratkometražni film  |
| 1990.  |                                           | Eduardo                                | kratkometražni film  |
| 1992.  |                                           | Evilio                                 | kratkometražni film  |
| 1992.  |                                           | El cobrador del gas sólo llama una vez | kratkometražni film  |
| 1993.  |                                           | Perturbado                             | kratkometražni film  |
| 1993.  | Mutantska akcija                          | Acción mutante                         |                      |
| 1994.  |                                           | Evilio vuelve                          | kratkometražni film  |
| 1995.  | Dan zvijeri                               | El Día de la bestia                    |                      |
| 1996.  |                                           | Killer Barbys                          |                      |
| 1997.  | Perdita Durango                           | Perdita Durango                        |                      |
| 1998.  | Torrente – glupa ruka pravde              | Torrente, el brazo tonto de la ley     | scenarist i redatelj |
| 1998.  | Djevojka tvojih snova                     | La niña de tus ojos                    |                      |
| 1999.  | Umrijeti od smijeha                       | Muertos de risa                        |                      |
| 1999.  | París-Tombuctú                            |                                        |                      |
| 2000.  | Srce ratnika                              | El corazón del guerrero                |                      |
| 2000.  | Sabotage!                                 |                                        |                      |
| 2000.  | Remek-djelo                               | Obra maestra                           |                      |
| 2001.  | Torrente 2: Misija u Marbelli             | Torrente 2: Misión en Marbella         | scenarist i redatelj |
| 2001.  | Djevojka iz Rija                          | Chica de Río                           |                      |
| 2002.  | Blade 2                                   | Blade II                               |                      |
| 2002.  | Asesino en serio                          |                                        |                      |
| 2003.  |                                           | El oro de Moscú                        |                      |
| 2003.  | Male radosti života                       | Tiptoes                                |                      |
| 2003.  | Una de zombis                             |                                        |                      |
| 2004.  | Hellboy                                   | Hellboy                                |                      |
| 2004.  | Samo reci da                              | Di Que Si                              |                      |
| 2004.  | Agent Cody Banks 2. Odredište London      | Agent Cody Banks 2: Destination London |                      |
| 2004.  | Isi/Disi - Amor a lo bestia               |                                        |                      |
| 2004.  | Promedio rojo                             |                                        |                      |
| 2004.  | El asombroso mundo de Borjamari y Pocholo |                                        |                      |
| 2005.  | Torrente 3: Zaštitnik                     | Torrente 3: El protector               | scenarist i redatelj |
| 2006.  |                                           | Isi & Disi, alto voltaje               |                      |
| 2008.  | Asterix na Olimpijskim igrama             | Astérix aux jeux olympiques            |                      |
| 2010.  | Posljednji cirkus                         | Balada triste de trompeta              |                      |
| 2011.  |                                           | La chispa de la vida                   |                      |
| 2011.  | Torrente 4: Iza rešetaka                  | Torrente 4: Lethal Crisis              | scenarist i redatelj |

## Vanjske poveznice
- Santiago Segura u internetskoj bazi filmova IMDb-u (engl.)